# Hypericum stuebelii
Hypericum stuebelii är en johannesörtsväxtart som beskrevs av Georg Hans Emmo Emo Wolfgang Hieronymus. Hypericum stuebelii ingår i släktet johannesörter, och familjen johannesörtsväxter. Inga underarter finns listade i Catalogue of Life.